# 中山紀念堂 (広州市)

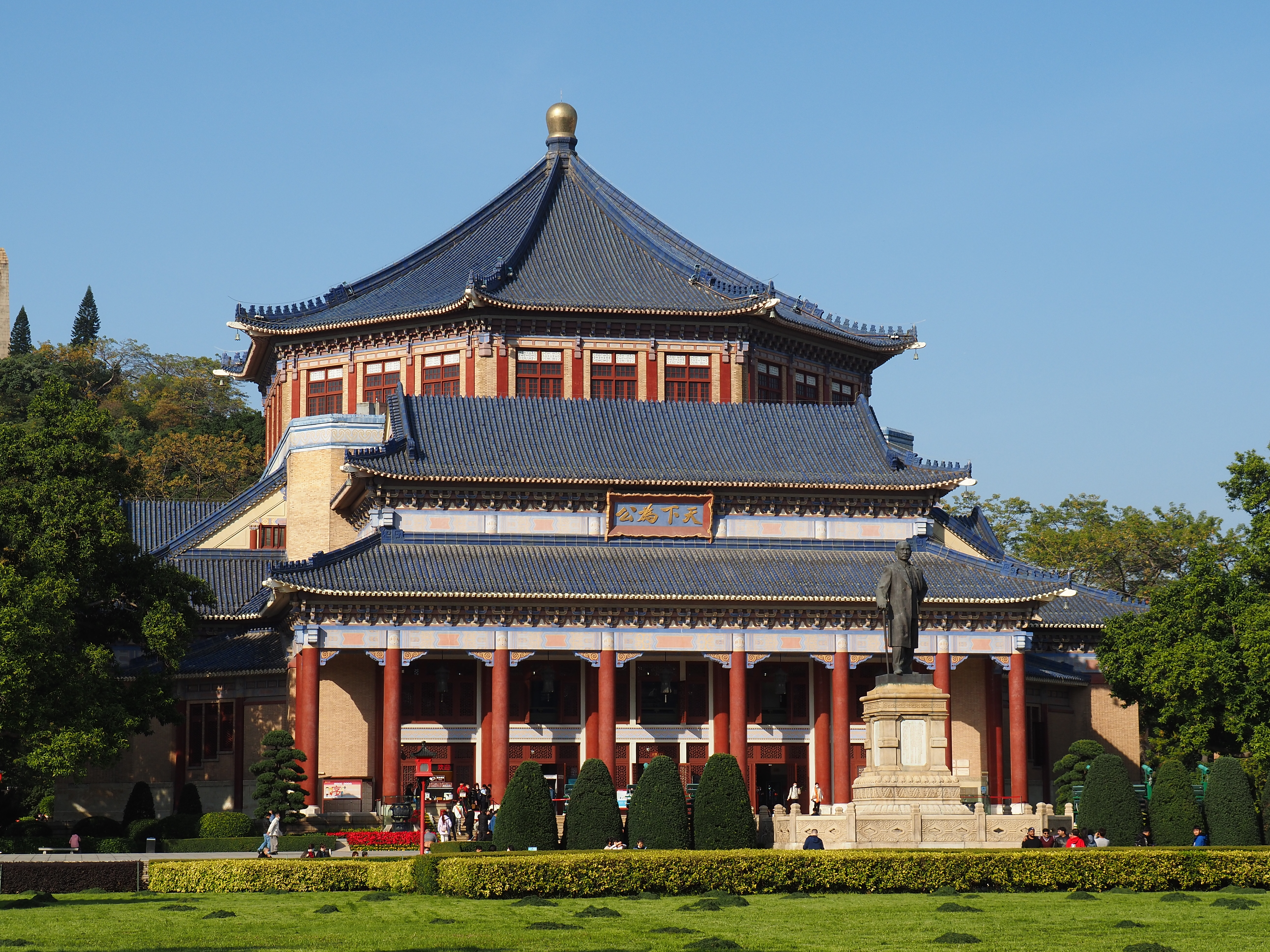
中山紀念堂

広州中山紀念堂（こうしゅうちゅうざんきねんどう）は中華人民共和国広東省広州市のランドマークである。広州市の都心の越秀区にあり、孫文を記念する建築である。設計者は吕彦直であり、工事は1929年から1931年までに行われた。八角形の宮殿建築であり、敷地面積は62,000㎡、建築面積は6,600㎡、高さは52mである。
中山紀念堂は2003年7月から25年ぶりに大規模修繕を開始した。

## 関連記事
- 広州市立中山図書館
- 孫中山紀念館
- 甘棠第 - 香港にある孫文の記念館